# Mycalesis inopia
Mycalesis inopia is een vlinder uit de onderfamilie Satyrinae van de familie Nymphalidae. De wetenschappelijke naam van de soort is voor het eerst geldig gepubliceerd in 1908 door Hans Fruhstorfer.